# Stare miasto Sighișoary
Stare miasto Sighișoary – historyczne centrum miasta Sighișoara wpisane na Listę światowego dziedzictwa UNESCO w 1999 roku. Miasto zostało wybudowane w XII wieku przez niemieckich kupców i osadników nazwanych przez miejscową ludność Sasami Siedmiogrodzkimi. Stare miasto jest świadectwem ich kultury sprzed 850 lat. Jest to również jedno z najlepiej zachowanych średniowiecznych miasteczek warownych. Co roku w lipcu na starym mieście odbywa się Festiwal Średniowieczny.
Jednym z najsławniejszych budynków jest stara wieża zegarowa wzniesiona w 1556 roku. Mierzy ona na 64 m wysokości. Obecnie mieści się w niej Muzeum Historyczne.
W tym miejscu urodził się hospodar wołoski Wład III Palownik.

## Galeria

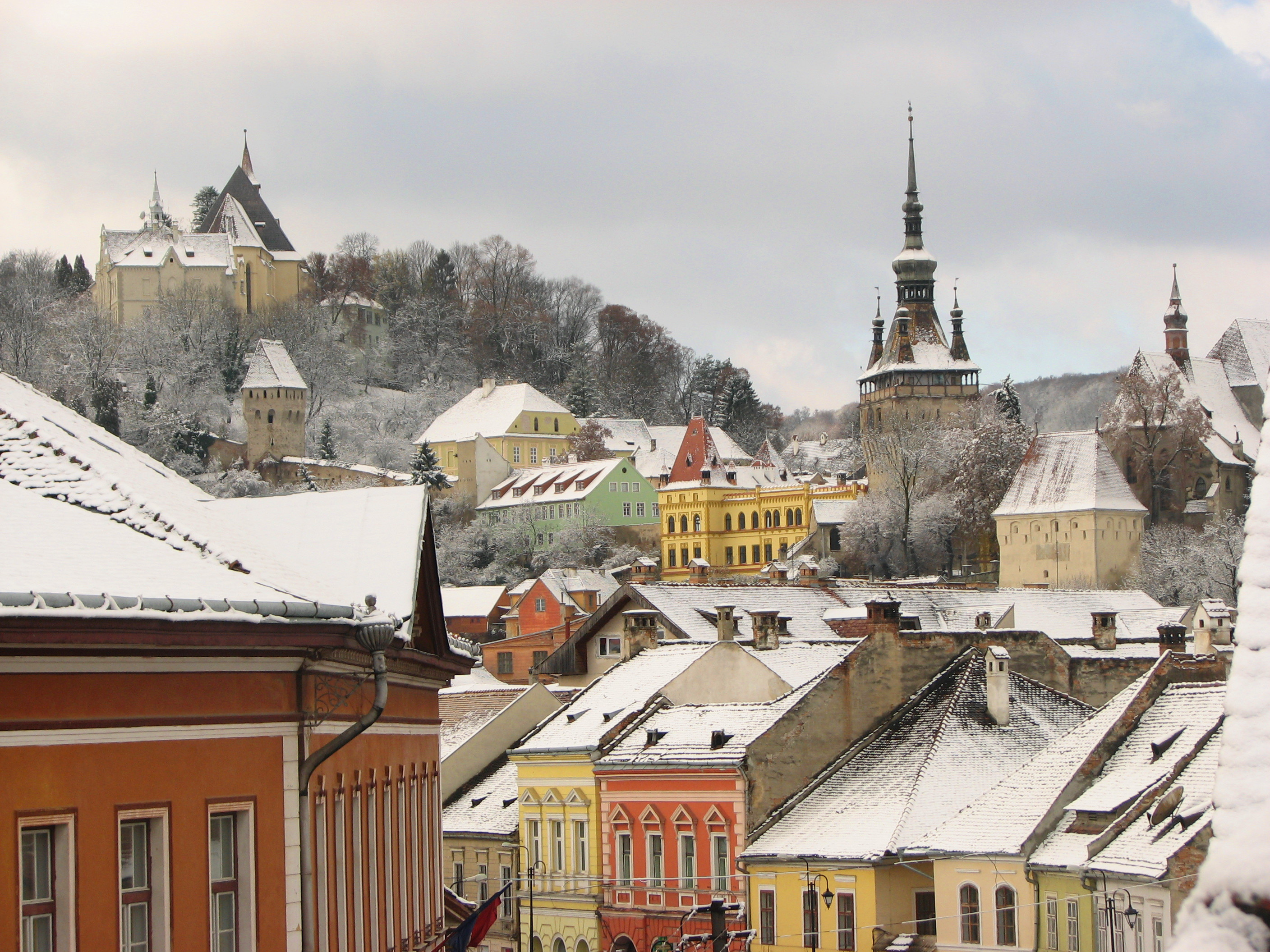
Widok na ośnieżone centrum Sighișoary
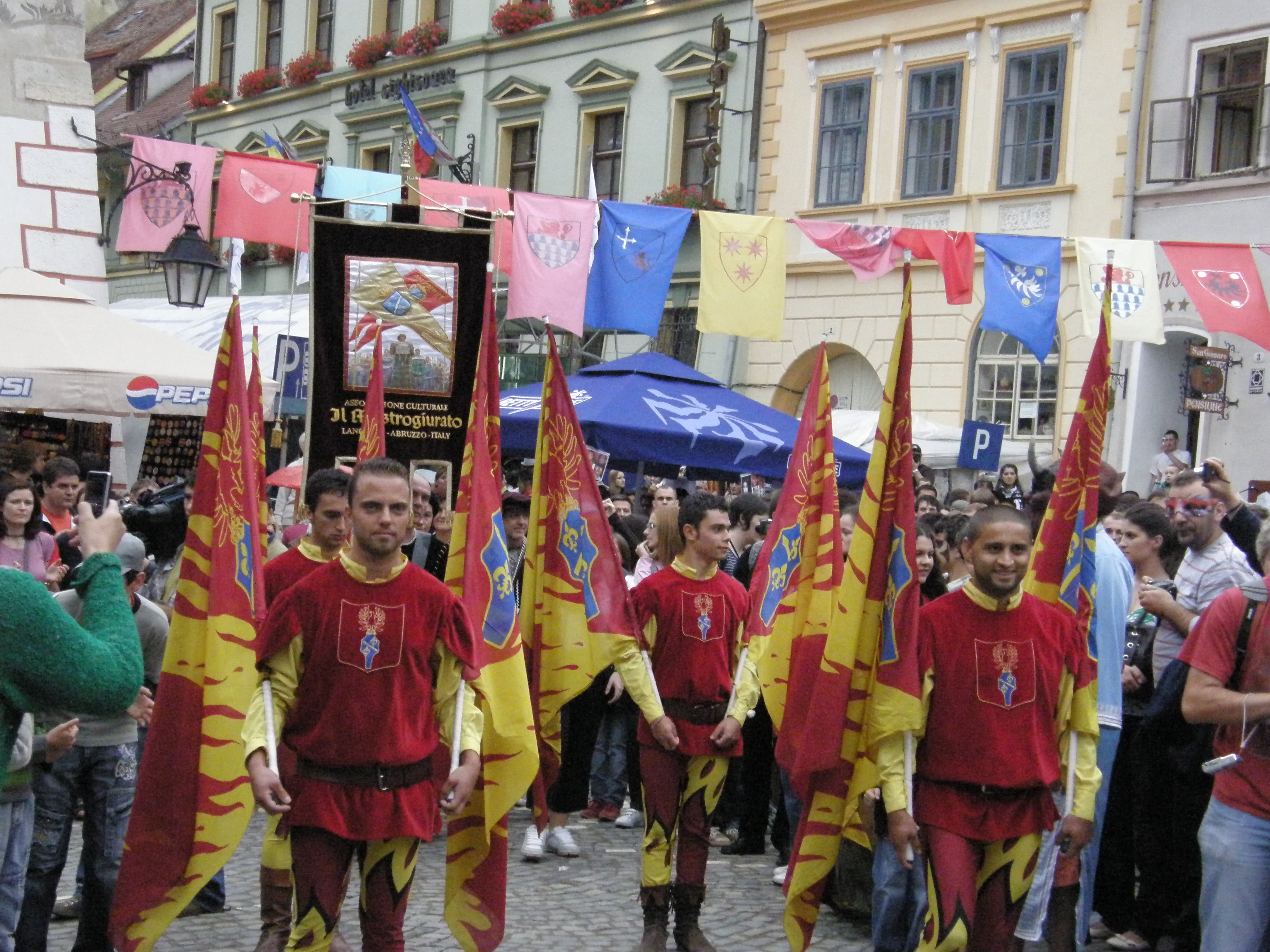
Festiwal Średniowiecza w Sighișoarze
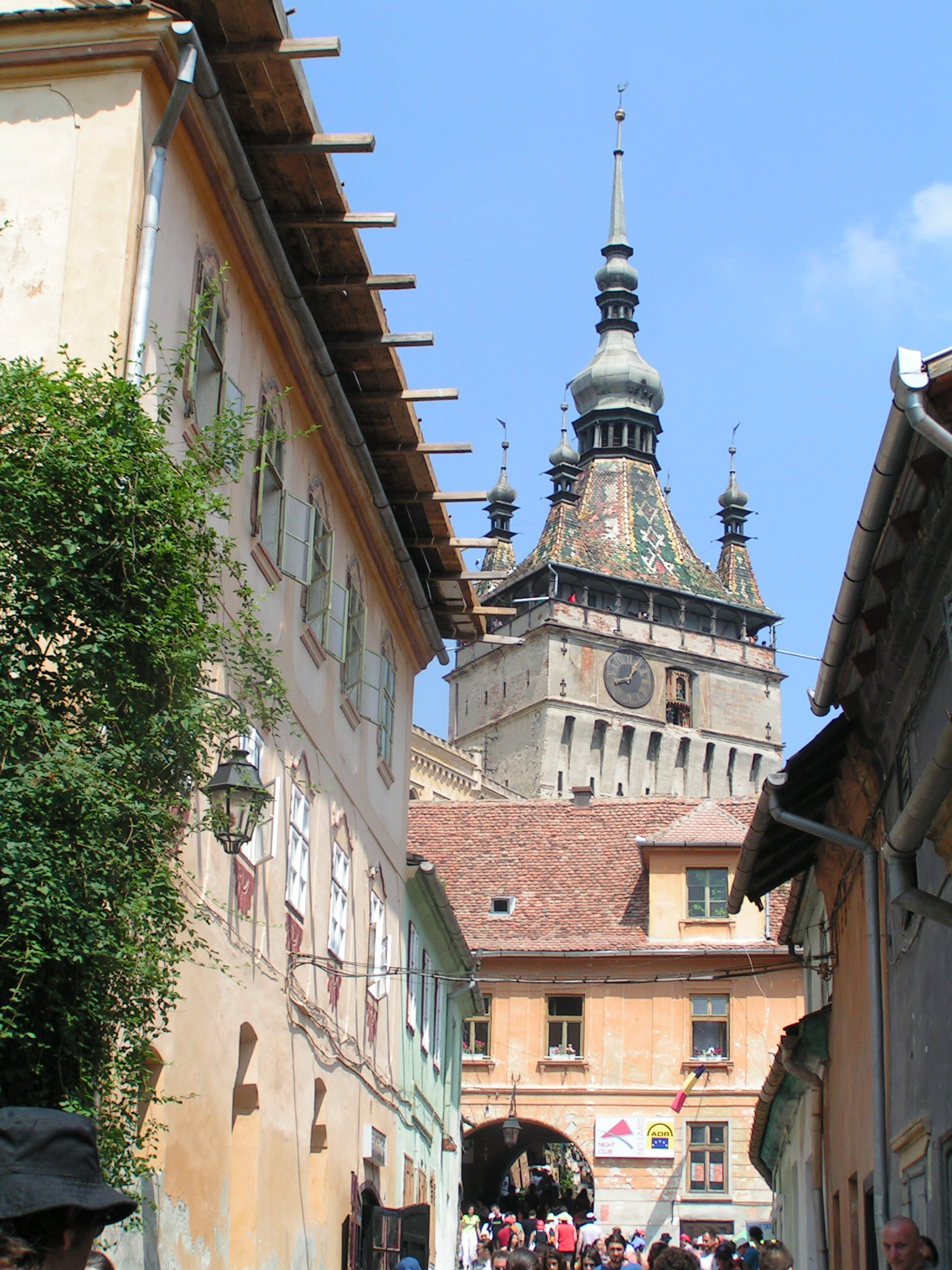
Wieża zegarowa w Sighișoara